# لهدارة اشراوط (أركمان)
لهدارة اشراوط هي إحدى مشيخات المملكة المغربية، تتبع جغرافيا لإقليم الناظور وإداريًا لأركمان. يقدر عدد سكانها بـ 8085 نسمة حسب الإحصاء الرسمي للسكان والسكنى لسنة 2004.